# Ludwig Wilhelm Heinrich Mollwo
Ludwig Wilhelm Heinrich Mollwo (* 25. Oktober 1832 in Lübeck; † 10. Dezember 1922 ebenda) war ein deutscher Pädagoge und Abgeordneter.

## Leben
Ludwig Mollwo entstammte einer Lübecker Kaufmannsfamilie, die Ende des 17. Jahrhunderts aus Frankreich eingewandert war. Er besuchte das Katharineum zu Lübeck. Ab Ostern 1851 studierte er Philologie an der Universität Bonn. Zu Michaelis 1852 wechselte er an die Universität Göttingen und dann an die Universität Berlin über. 1855 bestand er das preußische Oberlehrerexamen. Von Ostern bis Michaelis 1856 war er hilfsweise am Katharineum beschäftigt. Dann übernahm er die Stelle eines Erziehers im Haus des damaligen preußischen Gesandten in Stuttgart Theodor Franz Christian von Seckendorff. Nach einem Jahr kehrte er nach Lübeck zurück und war bis Ostern 1860 wieder aushilfsweise am Katharineum tätig. 
Von 1860 bis 1862 wirkte er als Collaborator am Friedrich-Franz-Gymnasium im mecklenburgischen Parchim. Schließlich kehrte er 1862 endgültig an das Katharineum zurück. Im Laufe seines langen Berufslebens wurde er zu einer „allgemein bekannten und verehrten Persönlichkeit“. Durch Senatsdekret vom 4. Februar 1895 wurde ihm, gemeinsam mit Bernhard Eschenburg und Carl Curtius, der Titel Professor verliehen. 1904 ging er in Pension.
Ab 1891 gehörte er der Lübecker Bürgerschaft an. Noch 1907 wurde er in den Bürgerausschuss gewählt.
Er war verheiratet mit Luise, geb. Haltermann, einer Tochter des Kaufmanns und Senators Heinrich Wilhelm Haltermann. Zu den Kindern des Paares zählten der Historiker Ludwig Mollwo und die Malerin Anna Mollwo. Der Physiker Erich Mollwo war sein Enkel; der Wirtschaftshistoriker Carl Mollwo sein Neffe.